# Denis Jäpel
Denis Jäpel (* 26. Mai 1998 in Weimar) ist ein deutscher Fußballspieler.

## Karriere
Nach seinen Anfängen in der Jugend von Blau-Gelb Mellingen, des FC Einheit Bad Berka und des VfB Oberweimar wechselte er im Sommer 2013 in die Jugendabteilung des SC 1903 Weimar. Dort kam er auch zu seinem ersten Einsätzen im Seniorenbereich in der sechstklassigen Thüringenliga. Nachdem er dort in 30 Spielen 24 Tore erzielt hatte, wechselte er zur Zweitvertretung des FC Carl Zeiss Jena. Auch dort war er mit 20 Toren in 28 Spielen erfolgreich, schaffte aber nicht den Sprung ins Profiteam, so dass er im Sommer 2018 für eine Spielzeit an den VfB Germania Halberstadt in die Regionalliga Nordost verliehen wurde.
Im Sommer 2019 erfolgte sein Wechsel zum Drittligisten FSV Zwickau. Dort kam er auch zu seinem ersten Einsatz im Profibereich, als er am 28. September 2019, dem 10. Spieltag, beim 4:0-Heimsieg gegen den FC Viktoria Köln in der 78. Spielminute für Elias Huth eingewechselt wurde. Zum Saisonende 2019/20 verließ er den FSV wieder und schloss sich dem Regionalligisten 1. FC Lokomotive Leipzig an. Diesen verließ er nach einem Jahr ebenfalls wieder und wechselte innerhalb der Stadt zum Ligakonkurrenten BSG Chemie Leipzig.

## Trivia
Am siebten Spieltag der Saison 2022/23 bei der Partie gegen den Chemnitzer FC kam es zu einem Zwischenfall, in dessen Folge er in Minute 26 ausgewechselt werden musste. Beim Versuch, einen Ball zu klären verließ er das Spielfeld und rutschte auf der nassen Fläche der Spielfeldumrandung aus. Dabei prallte er frontal in eine Wand. Später wurden im Krankenhaus keine schweren Verletzungen diagnostiziert. Durch das Video erlangt er kurzzeitig internationale Aufmerksamkeit in der Sportwelt.